# Дзаноли, Алессандро
Алесса́ндро Дзано́ли (итал. Alessandro Zanoli; род. 3 октября 2000, Карпи, Эмилия-Романья, Италия) — итальянский футболист, защитник клуба «Наполи», выступающий на правах аренды за клуб «Дженоа».

## Биография
Алессандро Дзаноли родился 3 октября 2000 года. Воспитанник «Карпи», в июле 2019 перешел в «Наполи». Сумма трансфера составила 1,5 млн евро. В сезоне 2020/2021 был арендован клубом «Леньяно Салюс», выступающим в Серии C.
20 сентября 2021 года дебютировал за «Наполи», выйдя на замену в гостевом матче Серии А против «Удинезе» (0:4).

## Статистика
| Выступление      | Выступление      | Выступление      | Чемпионат | Чемпионат | Кубки | Кубки | Континент. | Континент. | Итого | Итого |
| Клуб             | Лига             | Сезон            | Игры      | Голы      | Игры  | Голы  | Игры       | Голы       | Игры  | Голы  |
| ---------------- | ---------------- | ---------------- | --------- | --------- | ----- | ----- | ---------- | ---------- | ----- | ----- |
| → Леньяно Салюс  | Серия С          | 2020/21          | 37        | 1         | 0     | 0     | —          | —          | 37    | 1     |
| → Леньяно Салюс  | Итого            | Итого            | 37        | 1         | 0     | 0     | —          | —          | 37    | 1     |
| Наполи           | Серия А          | 2021/22          | 12        | 0         | 0     | 0     | 1          | 0          | 13    | 0     |
| Наполи           | Серия А          | 2022/23          | 1         | 0         | 0     | 0     | 2          | 0          | 3     | 0     |
| Наполи           | Итого            | Итого            | 13        | 0         | 0     | 0     | 3          | 0          | 16    | 0     |
| Всего за карьеру | Всего за карьеру | Всего за карьеру | 50        | 1         | 0     | 0     | 3          | 0          | 53    | 1     |